# Neobisium erythrodactylum
Espèce
Synonymes
- Obisium erythrodactylum L. Koch, 1873
- Neobisium kelassuriense Kobakhidze, 1960
- Neobisium medvedevi Ćurčić, 1984

Neobisium erythrodactylum est une espèce de pseudoscorpions de la famille des Neobisiidae.

## Distribution
Cette espèce se rencontre en Pologne, en Allemagne, en Tchéquie, en Slovaquie, en Hongrie, en Autriche, en Italie, en Slovénie, en Croatie, en Bosnie-Herzégovine, en Serbie, en Grèce, en Roumanie, en Ukraine, en Turquie, en Géorgie, en Arménie, en Azerbaïdjan et en Iran.

## Systématique et taxinomie
Cette espèce a été décrite sous le protonyme Obisium erythrodactylum par L. Koch en 1873. Elle est placée dans le genre Neobisium par Beier en 1932.
Neobisium kelassuriense a été placée en synonymie par Schawaller en 1983.
Neobisium medvedevi a été placée en synonymie par Dashdamirov et Schawaller en 1992.

## Publication originale
- L. Koch, 1873 : Uebersichtliche Dartstellung der Europäischen Chernetiden (Pseudoscorpione). Bauer und Raspe, Nürnberg, p. 1-68 (texte intégral).